# Gilbert Yegon
Gilbert Yegon (6 augustus 1988) is een Keniaanse atleet, die gespecialiseerd is in het langeafstandslopen. Yegon kreeg in Nederland bekendheid vanwege zijn overwinning in 2009 op de marathon van Amsterdam.

## Loopbaan
Op 18 oktober 2009 maakte Yegon als 21-jarige in Amsterdam zijn marathondebuut. Vanaf het 35-kilometerpunt begon hij te sleuren aan de kop van het veld. Vanwege de ideale omstandigheden leek een finishtijd van 2:06 mogelijk, maar door kramp op de laatste 500 meter in het Olympisch Stadion moest hij deze ambitie laten varen. Hij finishte in 2:06.18 en bleef hiermee nipt onder het parcoursrecord, dat met 2:06.20 sinds 2005 in handen was van Haile Gebrselassie. Zijn landgenoten Elijah Keitany en Paul Biwott finishten in respectievelijk 2:06.41 en 2:07.02.
Eerder in 2009 gaf Yegon al blijk van een goede ontwikkeling door zijn persoonlijke records op de 10 km, 15 km en halve marathon te verbeteren. In 2014 won hij de marathon van Düsseldorf en later dat jaar was zijn persoonlijk record van 2:08.07 goed voor een derde plaats bij de marathon van Frankfurt.

## Persoonlijke records
| Onderdeel      | Prestatie | Datum             | Plaats              |
| -------------- | --------- | ----------------- | ------------------- |
| 1500 m         | 3.52,5    | 15 juni 2005      | Nairobi             |
| 10 km          | 28.18     | 13 september 2009 | Rotterdam           |
| 15 km          | 43.26     | 13 september 2009 | Rotterdam           |
| 10 Eng. mijl   | 51.28     | 15 augustus 2009  | Schortens           |
| 20 km          | 58.56     | 7 maart 2010      | Alphen aan den Rijn |
| halve marathon | 1:01.26   | 5 april 2009      | Berlijn             |
| 25 km          | 1:14.13   | 20 oktober 2013   | Amsterdam           |
| 30 km          | 1:29.21   | 20 oktober 2013   | Amsterdam           |
| marathon       | 2:06.18   | 18 oktober 2009   | Amsterdam           |

## Palmares

### 10 km
- 2009:  Hemmeromloop - 31.23
- 2009:  Wiekloop - 31.16

### 10 Eng. mijl
- 2009: 5e Jever Fun Lauf - 51.28

### 20 km
- 2010:  20 van Alphen - 58.56

### halve marathon
- 2008:  halve marathon van Nairobi - 1:02.43
- 2009: 4e halve marathon van Nairobi - 1:03.43
- 2009: 12e halve marathon van Berlijn - 1:01.26
- 2009: 14e halve marathon van Rotterdam - 1:02.00
- 2011: 7e halve marathon van Egmond - 1:04.22
- 2014:  halve marathon van Medellin - 1:05.05

### marathon
- 2009:  marathon van Amsterdam - 2:06.18,0
- 2010: 22e marathon van Boston - 2:21.12
- 2010: 8e marathon van Berlijn - 2:10.34
- 2011: 13e marathon van Boston - 2:13.00
- 2012:  marathon van Wenen - 2:07.38
- 2012: 6e Toronto Waterfront Marathon - 2:14.46,1
- 2013: 4e marathon van Wenen - 2:10.40
- 2013: 6e marathon van Amsterdam - 2:09.49
- 2014:  marathon van Düsseldorf - 2:08.07
- 2014:  marathon van Frankfurt - 2:07.08
- 2015: 9e marathon van Praag - 2:13.29
- 2015: 8e marathon van Eindhoven - 2:14.28
- 2016: 12e marathon van Parijs - 2:14.18
- 2016:  marathon van Valencia - 2:08.04
- 2017: 14e marathon van Seoel - 2:19.36
- 2019: 5e marathon van Eindhoven - 2:09.56